# Ингосстрах
СПАО «Ингосстра́х» — одна из крупнейших российских страховых компаний, относящаяся к категории системообразующих российских страховых компаний. С 1992 года — приватизировано, аудитором является международная транснациональная корпорация PricewaterhouseCoopers. Полное наименование — Страховое публичное акционерное общество «Ингосстрах», номер в реестре страховых компаний — 928. Лицензии на страхование ОС 0928-02,...-03, ...-04 и ...-05 (обязательные виды страхования), СИ 0928 (добровольное имущественное страхование) и СЛ 0928 (добровольное личное страхование), а также лицензия на перестрахование ПС 0928. Все лицензии выданы Банком России 28 сентября 2016 года. Уставный капитал — 27,5 миллиардов рублей. Штаб-квартира — в Москве.
Стабильно входит в Топ-5 российских страховых компаний по объёмам собираемых страховых премий с 1993 года, в 1993-1994 и в 2005-2009 годах занимала первое место в этом рэнкинге, в 2018-м — шестое, в 2019-2020 — четвёртое.

## История компании
«Ингосстрах» — правопреемник Главного управления иностранного страхования СССР, созданного 16 ноября 1947 года. В 1972 году преобразовано в акционерное общество со 100% госкапиталом, в 1992 году приватизировано.
Первые дочерние зарубежные компании были созданы в Лондоне в 1924 году — Блекбалси (прекратила работу в 2003 году) и в Гамбурге в 1927 году — СОФАГ (в 2016 году была продана страховой компании СОГАЗ).
Руководители страховой организации «Ингосстрах»:
| Фамилия, Имя, Отчество          | Должность                                                                                  | Годы                   |
| ------------------------------- | ------------------------------------------------------------------------------------------ | ---------------------- |
| Ежов, Иван Прохорович           | Начальник Управления иностранного страхования СССР                                         | 1947—1968              |
| Карпович, Сергей Георгиевич     | Начальник Управления иностранного страхования СССР Председатель правления САО «Ингосстрах» | 1968—1981              |
| Богданов, Леонид Леонидович     | Начальник Управления иностранного страхования СССР Председатель правления САО «Ингосстрах» | 1981—1988              |
| Сафронов, Михаил Арсеньевич     | Президент и Председатель правления САО «Ингосстрах»                                        | 1988—1992              |
| Кругляк, Владимир Петрович      | Президент САО «Ингосстрах»                                                                 | 1992—1998              |
| Белов, Юрий Арнольдович         | Генеральный директор ОСАО «Ингосстрах»                                                     | 1998—1999              |
| Фрадков, Михаил Ефимович        | Генеральный директор ОСАО «Ингосстрах»                                                     | 1999—1999              |
| Туманов, Евгений Михайлович     | Генеральный директор ОСАО «Ингосстрах»                                                     | 1999—2001              |
| Щербаков, Вячеслав Иванович     | Генеральный директор ОСАО «Ингосстрах» Президент ОСАО «Ингосстрах»                         | 2001—2004 до 2008 года |
| Дубровская, Татьяна Борисовна   | Генеральный директор ОСАО «Ингосстрах»                                                     | 2004—2005              |
| Григорьев, Александр Валерьевич | Генеральный директор ОСАО «Ингосстрах»                                                     | 2005—2014              |
| Волков, Михаил Юрьевич          | Генеральный директор СПАО «Ингосстрах»                                                     | 2014—2019              |
| Соколов, Константин Борисович   | Генеральный директор СПАО «Ингосстрах»                                                     | 2019—2021              |
| Ларкин, Андрей Сергеевич        | Генеральный директор СПАО «Ингосстрах»                                                     | 2021—2022              |
| Соколов, Константин Борисович   | Генеральный директор СПАО «Ингосстрах»                                                     | 2022—н.в.              |

## Деятельность
«Ингосстрах» предоставляет полный спектр страховых услуг. Компания имеет лицензии на осуществление всех видов страхования, предусмотренных Законом РФ «Об организации страхового дела в Российской Федерации», а также на перестрахование.
«Ингосстрах» является членом всех основных профессиональных объединений страховщиков и страховых пулов, среди них  Всероссийский союз страховщиков, Российский союз автостраховщиков, Национальный союз страховщиков ответственности, Национальный союз агростраховщиков (НСА), Российская ассоциация авиационных и космических страховщиков, Российский ядерный страховой пул, Российский антитеррористический страховой пул.
Партнёры «Ингосстраха» по перестрахованию — международные компании AIG, Allianz, AXA, CCR, General Re, Hannover Re, синдикаты Lloyd’s, Munich Re, Partner Re, QBE, SCOR, Swiss Re, Transatlantic Re, XL Re, Российская национальная перестраховочная компания и другие.
Услуги «Ингосстраха» доступны на всей территории Российской Федерации благодаря региональной сети, включающей 83 филиала. Офисы компании действуют в 220 городах России. «Ингосстрах» владеет рядом дочерних страховых компаний, работающих в странах ближнего и дальнего зарубежья. Международная страховая группа «ИНГО» объединяет в своем составе страховые компании, в капитале которых «Ингосстрах» контролирует более 50 %. На сегодняшний день членами ИНГО являются 8 компаний за рубежом, а также 8 компании на территории РФ.
Четыре представительства «Ингосстраха» осуществляют свою деятельность на территории стран ближнего и дальнего зарубежья. Офисы компании действуют в Азербайджане, Казахстане, Индии и Китае. Офис в Киеве закрыт в 2017 году.
По итогам 2018 года принадлежащая компании «Ингосстрах» федеральная сеть клиник «Будь здоров» заняла девятое место в рейтинге крупнейших частных клиник России, составленном журналом Forbes. В 2023 году клиника обслужила 300 000 пациентов.

## Рейтинги
Финансовая устойчивость «Ингосстраха» подтверждена рейтинговым агентством Standard & Poor's, присвоившим компании в 2018 году (на срок до 2020 года) рейтинг финансовой устойчивости и рейтинг кредитного контрагента на уровне ВВВ- (прогноз «Стабильный»). В 2019 году рейтинговое агентство A.M.Best повысило финансовой устойчивости компании до уровня «B++» и долгосрочный кредитный рейтинг на уровне «bbb» (прогноз «Стабильный»), а в том же году российским рейтинговым агентством «Эксперт РА» «Ингосстраху» присвоен максимальный рейтинг надёжности ruAAA. Впервые максимальный рейтинг А++ от «Эксперт РА» компания получила в 2002 году.
В 2021 году компания вошла в рейтинг журнала Forbes «200 крупнейших частных компаний России», заняв 94 место с выручкой 118,9 млрд рублей.
В рейтинге российских страховых компаний по медиаиндексу в 2023 году компания заняла третье место.

## Рэнкинги
На протяжении пяти лет подряд (с 2011 по 2015 год) «Ингосстрах» как один из наиболее медиаактивных страховщиков занимал первое место в рэнкинге наиболее упоминаемых в прессе страховых компаний. В 2016, 2018 и 2019 годах году он занимал второе место, уступая компании «АльфаСтрахование».
Компания стабильно входит в Топ-5 страховщиков РФ (кроме 2018 года):
- 2005—2009 годы — первое место по сборам страховых премий;
- 2010—2014 — третье;
- 2015—2016 — четвёртое;
- 2017 — пятое;
- 2018 — шестое;
- 2019-2020 — четвёртое.

В 2020 году «Ингосстрах» занял третье место с долей рынка 7,26% в рэнкинге «Эксперт РА» по объему страховых премий.

## Страховые поступления и выплаты
Динамика развития отдельных видов страхования кроме обязательного медицинского страхования.
| Год  | Поступления (тыс. руб) | Выплаты (тыс. руб) | Коэффициент выплат % |
| ---- | ---------------------- | ------------------ | -------------------- |
| 2004 | 16 954 140             | 6 104 745          | 36.01                |
| 2005 | 24 971 159             | 10 374 068         | 41.54                |
| 2006 | 30 498 801             | 14 301 409         | 46.89                |
| 2007 | 35 095 678             | 17 338 044         | 49.40                |
| 2008 | 42 146 180             | 21 778 404         | 51.67                |
| 2009 | 44 665 329             | 30 758 880         | 68.87                |
| 2010 | 41 166 986             | 28 432 752         | 69.07                |
| 2011 | 52 769 331             | 28 349 637         | 53.72                |
| 2012 | 67 806 253             | 43 813 068         | 64.62                |
| 2013 | 66 619 233             | 45 130 234         | 67.74                |
| 2014 | 65 774 492             | 48 396 353         | 73.58                |
| 2015 | 73 573 028             | 41 192 946         | 55.99                |
| 2016 | 86 629 301             | 39 988 537         | 46.16                |
| 2017 | 79 014 022             | 42 833 921         | 54.21                |
| 2018 | 86 471 968             | 40 779 027         | 47.16                |
| 2019 | 103 273 457            | 50 203 438         | 48.61                |

## Крупнейшие страховые выплаты
В конце 1990-х — начале 2000-х годов «Ингосстрах» произвел три рекордные на тот момент выплаты: в связи с гибелью в 1998 году спутника «Купон» (85 млн $), пожаром на складе компании «Протек» в 2006 году (75 млн $) и гибелью запущенного 18 августа 2011 года спутника связи «Экспресс-АМ4» (158 млн $).

## Награды и премии
Деятельность СПАО «Ингосстрах» отмечена многими призами и наградами. В мае 2010 года «Ингосстрах» одержал победу в двух главных номинациях премии «Золотая саламандра»: «Компания года 2009» и «Информационно открытая организация года», всего компания получала эту премию 22 раза (с учетом персональных номинаций её сотрудников). «Ингосстрах» стабильно входил в рейтинг Interbrand «Самые ценные российские бренды». Эксперты агентства оценили в 2013 году стоимость бренда в 4,074 млрд рублей.
На ежегодной премии Сравни в 2023 году «Ингосстрах» признали лучшей страховой компанией.

## Санкции
13 июня 2024 года, из-за российского вторжения на Украину, «Ингосстрах» попал в санкционный список Великобритании против «военной машиной Путина». Ранее страховая компания была внесена в санкционный список Украины.